# Callulops personatus
Callulops personatus és una espècie de granota que viu a Indonèsia i Papua Nova Guinea.